# São Paulos Grand Prix 2023
São Paulos Grand Prix 2023 (officielt navn: Formula 1 Rolex Grande Prêmio de São Paulo 2023) var et Formel 1-løb, som blev kørt den 5. november 2023 på Autódromo José Carlos Pace i São Paulo, Brasilien. Det var det tyvende løb i Formel 1-sæsonen 2023, og det sjette og sidste løb i sæsonen, som blev kørt med sprint race-formatet.

## Ræskvalifikation
| Pos.               | Nr. | Kører             | Konstruktør                  | Del 1    | Del 2    | Del 3     | Grid |
| ------------------ | --- | ----------------- | ---------------------------- | -------- | -------- | --------- | ---- |
| 1                  | 1   | Max Verstappen    | Red Bull Racing-Honda RBPT   | 1.10,436 | 1.10,162 | 1.10,727  | 1    |
| 2                  | 16  | Charles Leclerc   | Ferrari                      | 1.10,472 | 1.10,303 | 1.11,021  | 2    |
| 3                  | 18  | Lance Stroll      | Aston Martin Aramco-Mercedes | 1.10,551 | 1.10,375 | 1.11,344  | 3    |
| 4                  | 14  | Fernando Alonso   | Aston Martin Aramco-Mercedes | 1.10,557 | 1.10,237 | 1.11,387  | 4    |
| 5                  | 44  | Lewis Hamilton    | Mercedes                     | 1.10,604 | 1.10,266 | 1.11,469  | 5    |
| 6                  | 63  | George Russell    | Mercedes                     | 1.10,340 | 1.10,316 | 1.11,590  | 81   |
| 7                  | 4   | Lando Norris      | McLaren-Mercedes             | 1.10,623 | 1.10,021 | 1.11,987  | 6    |
| 8                  | 55  | Carlos Sainz, Jr. | Ferrari                      | 1.10,624 | 1.10,254 | 1.11,989  | 7    |
| 9                  | 11  | Sergio Pérez      | Red Bull Racing-Honda RBPT   | 1.10,668 | 1.10,219 | 1.12,321  | 9    |
| 10                 | 81  | Oscar Piastri     | McLaren-Mercedes             | 1.10,519 | 1.10,330 | Ingen tid | 10   |
| 11                 | 27  | Nico Hülkenberg   | Haas-Ferrari                 | 1.10,475 | 1.10,547 | N/A       | 11   |
| 12                 | 31  | Esteban Ocon      | Alpine-Renault               | 1.10,763 | 1.10,562 | N/A       | 141  |
| 13                 | 10  | Pierre Gasly      | Alpine-Renault               | 1.10,793 | 1.10,567 | N/A       | 151  |
| 14                 | 20  | Kevin Magnussen   | Haas-Ferrari                 | 1.10,602 | 1.10,723 | N/A       | 12   |
| 15                 | 23  | Alexander Albon   | Williams-Mercedes            | 1.10,621 | 1.10,840 | N/A       | 13   |
| 16                 | 22  | Yuki Tsunoda      | AlphaTauri-Honda RBPT        | 1.10,837 | N/A      | N/A       | 15   |
| 17                 | 3   | Daniel Ricciardo  | AlphaTauri-Honda RBPT        | 1.10,843 | N/A      | N/A       | 17   |
| 18                 | 77  | Valtteri Bottas   | Alfa Romeo-Ferrari           | 1.10,955 | N/A      | N/A       | 18   |
| 19                 | 2   | Logan Sargeant    | Williams-Mercedes            | 1.11,035 | N/A      | N/A       | 19   |
| 20                 | 24  | Zhou Guanyu       | Alfa Romeo-Ferrari           | 1.11,275 | N/A      | N/A       | 20   |
| 107%-tid: 1.15,263 |     |                   |                              |          |          |           |      |
| Kilde:             |     |                   |                              |          |          |           |      |

Noter:
↑1 - George Russell, Esteban Ocon og Pierre Gasly blev alle givet en 2-plads straf, for at køre i vejen for andre kører på vej ud af pit lane.

## Sprint race-kvalifikation
| Pos.               | Nr. | Kører             | Konstruktør                  | Del 1    | Del 2     | Del 3    | Grid |
| ------------------ | --- | ----------------- | ---------------------------- | -------- | --------- | -------- | ---- |
| 1                  | 4   | Lando Norris      | McLaren-Mercedes             | 1.11,824 | 1.11,221  | 1.10,622 | 1    |
| 2                  | 1   | Max Verstappen    | Red Bull Racing-Honda RBPT   | 1.11,888 | 1.11,262  | 1.10,683 | 2    |
| 3                  | 11  | Sergio Pérez      | Red Bull Racing-Honda RBPT   | 1.12,218 | 1.11,230  | 1.10,756 | 3    |
| 4                  | 63  | George Russell    | Mercedes                     | 1.11,976 | 1.11,516  | 1.10,857 | 4    |
| 5                  | 44  | Lewis Hamilton    | Mercedes                     | 1.11,870 | 1.11,476  | 1.10,940 | 5    |
| 6                  | 22  | Yuki Tsunoda      | AlphaTauri-Honda RBPT        | 1.12,358 | 1.11,676  | 1.11,019 | 6    |
| 7                  | 16  | Charles Leclerc   | Ferrari                      | 1.12,107 | 1.11,473  | 1.11,077 | 7    |
| 8                  | 3   | Daniel Ricciardo  | AlphaTauri-Honda RBPT        | 1.12,175 | 1.11,423  | 1.11,122 | 8    |
| 9                  | 55  | Carlos Sainz, Jr. | Ferrari                      | 1.11,796 | 1.11,491  | 1.11,126 | 9    |
| 10                 | 81  | Oscar Piastri     | McLaren-Mercedes             | 1.12,356 | 1.11,648  | 1.11,189 | 10   |
| 11                 | 20  | Kevin Magnussen   | Haas-Ferrari                 | 1.12,058 | 1.11,727  | N/A      | 11   |
| 12                 | 27  | Nico Hülkenberg   | Haas-Ferrari                 | 1.12,136 | 1.11,752  | N/A      | 12   |
| 13                 | 10  | Pierre Gasly      | Alpine-Renault               | 1.12,229 | 1.11,822  | N/A      | 13   |
| 14                 | 77  | Valtteri Bottas   | Alfa Romeo-Ferrari           | 1.12,303 | 1.11,872  | N/A      | 13   |
| 15                 | 14  | Fernando Alonso   | Aston Martin Aramco-Mercedes | 1.12,224 | Ingen tid | N/A      | 14   |
| 16                 | 31  | Esteban Ocon      | Alpine-Renault               | 1.12,388 | N/A       | N/A      | 16   |
| 17                 | 18  | Lance Stroll      | Aston Martin Aramco-Mercedes | 1.12,482 | N/A       | N/A      | 17   |
| 18                 | 24  | Zhou Guanyu       | Alfa Romeo-Ferrari           | 1.12,497 | N/A       | N/A      | 18   |
| 19                 | 23  | Alexander Albon   | Williams-Mercedes            | 1.12,525 | N/A       | N/A      | 19   |
| 20                 | 2   | Logan Sargeant    | Williams-Mercedes            | 1.12,615 | N/A       | N/A      | 20   |
| 107%-tid: 1.16,821 |     |                   |                              |          |           |          |      |
| Kilde:             |     |                   |                              |          |           |          |      |

## Sprint race
| Pos.                                                              | Nr. | Kører             | Konstruktør                  | Omgange | Tid/Udgået | Startpos. | Point |
| ----------------------------------------------------------------- | --- | ----------------- | ---------------------------- | ------- | ---------- | --------- | ----- |
| 1                                                                 | 1   | Max Verstappen    | Red Bull Racing-Honda RBPT   | 24      | 30.07,209  | 2         | 8     |
| 2                                                                 | 4   | Lando Norris      | McLaren-Mercedes             | 24      | +4,287     | 1         | 7     |
| 3                                                                 | 11  | Sergio Pérez      | Red Bull Racing-Honda RBPT   | 24      | +13,617    | 3         | 6     |
| 4                                                                 | 63  | George Russell    | Mercedes                     | 24      | +25,879    | 4         | 5     |
| 5                                                                 | 16  | Charles Leclerc   | Ferrari                      | 24      | +28,560    | 7         | 4     |
| 6                                                                 | 22  | Yuki Tsunoda      | AlphaTauri-RBPT              | 24      | +29,210    | 6         | 3     |
| 7                                                                 | 44  | Lewis Hamilton    | Mercedes                     | 24      | +34,726    | 5         | 2     |
| 8                                                                 | 55  | Carlos Sainz, Jr. | Ferrari                      | 24      | +35,106    | 9         | 1     |
| 9                                                                 | 3   | Daniel Ricciardo  | AlphaTauri-Honda RBPT        | 24      | +35,303    | 8         |       |
| 10                                                                | 81  | Oscar Piastri     | McLaren-Mercedes             | 24      | +38,219    | 10        |       |
| 11                                                                | 14  | Fernando Alonso   | Aston Martin Aramco-Mercedes | 24      | +39,061    | 15        |       |
| 12                                                                | 18  | Lance Stroll      | Aston Martin Aramco-Mercedes | 24      | +39,478    | 17        |       |
| 13                                                                | 10  | Pierre Gasly      | Alpine-Renault               | 24      | +40,421    | 13        |       |
| 14                                                                | 31  | Esteban Ocon      | Alpine-Renault               | 24      | +42,848    | 16        |       |
| 15                                                                | 23  | Alexander Albon   | Williams-Mercedes            | 24      | +43,394    | 19        |       |
| 16                                                                | 20  | Kevin Magnussen   | Haas-Ferrari                 | 24      | +56,507    | 11        |       |
| 17                                                                | 24  | Zhou Guanyu       | Alfa Romeo-Ferrari           | 24      | +58,723    | 18        |       |
| 18                                                                | 27  | Nico Hülkenberg   | Haas-Ferrari                 | 24      | +1.00,330  | 12        |       |
| 19                                                                | 77  | Valtteri Bottas   | Alfa Romeo-Ferrari           | 24      | +1.00,749  | 14        |       |
| 20                                                                | 2   | Logan Sargeant    | Williams-Mercedes            | 24      | +1.00,945  | 20        |       |
| Hurtigste omgang: George Russell (Mercedes) - 1.14,422 (omgang 2) |     |                   |                              |         |            |           |       |
| Kilde:                                                            |     |                   |                              |         |            |           |       |

## Resultat
| Pos.                                                            | Nr. | Kører             | Konstruktør                  | Omgange | Tid/Udgået      | Startpos. | Point |
| --------------------------------------------------------------- | --- | ----------------- | ---------------------------- | ------- | --------------- | --------- | ----- |
| 1                                                               | 1   | Max Verstappen    | Red Bull Racing-Honda RBPT   | 71      | 1:56.48,894     | 1         | 25    |
| 2                                                               | 4   | Lando Norris      | McLaren-Mercedes             | 71      | +8,277          | 6         | 191   |
| 3                                                               | 14  | Fernando Alonso   | Aston Martin Aramco-Mercedes | 71      | +34,155         | 4         | 15    |
| 4                                                               | 11  | Sergio Pérez      | Red Bull Racing-Honda RBPT   | 71      | +34,208         | 9         | 12    |
| 5                                                               | 18  | Lance Stroll      | Aston Martin Aramco-Mercedes | 71      | +40,845         | 3         | 10    |
| 6                                                               | 55  | Carlos Sainz, Jr. | Ferrari                      | 71      | +50,188         | 7         | 8     |
| 7                                                               | 10  | Pierre Gasly      | Alpine-Renault               | 71      | +56,093         | 15        | 6     |
| 8                                                               | 44  | Lewis Hamilton    | Mercedes                     | 71      | +1.02,859       | 5         | 4     |
| 9                                                               | 22  | Yuki Tsunoda      | AlphaTauri-RBPT              | 71      | +1.09,880       | 16        | 2     |
| 10                                                              | 31  | Esteban Ocon      | Alpine-Renault               | 70      | +1 omgang       | 14        | 1     |
| 11                                                              | 2   | Logan Sargeant    | Williams-Mercedes            | 70      | +1 omgang       | 19        |       |
| 12                                                              | 27  | Nico Hülkenberg   | Haas-Ferrari                 | 70      | +1 omgang       | 11        |       |
| 13                                                              | 3   | Daniel Ricciardo  | AlphaTauri-Honda RBPT        | 70      | +1 omgang       | 17        |       |
| 14                                                              | 81  | Oscar Piastri     | McLaren-Mercedes             | 69      | +2 omgange      | 10        |       |
| Ret                                                             | 63  | George Russell    | Mercedes                     | 57      | Olie temperatur | 8         |       |
| Ret                                                             | 77  | Valtteri Bottas   | Alfa Romeo-Ferrari           | 39      | Hydraulik       | 18        |       |
| Ret                                                             | 24  | Zhou Guanyu       | Alfa Romeo-Ferrari           | 22      | Motor           | 20        |       |
| Ret                                                             | 20  | Kevin Magnussen   | Haas-Ferrari                 | 0       | Sammenstød      | 12        |       |
| Ret                                                             | 23  | Alexander Albon   | Williams-Mercedes            | 0       | Sammenstød      | 13        |       |
| DNS                                                             | 16  | Charles Leclerc   | Ferrari                      | 0       | Hydraulik       | –2        |       |
| Hurtigste omgang: Lando Norris (McLaren) - 1.12,486 (omgang 61) |     |                   |                              |         |                 |           |       |
| Kilde:                                                          |     |                   |                              |         |                 |           |       |

Noter:
↑1 - Inkluderer point for hurtigste omgang.
↑2 - Charles Leclerc startede ikke ræset efter et hydraulikproblemt resulterede i, at ha styrtede på formationsomgangen.

## Stilling i mesterskaberne efter løbet
| Pos. | Kører           | Point |
| ---- | --------------- | ----- |
| 1    | Max Verstappen  | 524   |
| 2    | Sergio Pérez    | 258   |
| 3    | Lewis Hamilton  | 226   |
| 4    | Fernando Alonso | 198   |
| 5    | Lando Norris    | 195   |

| Pos. | Konstruktør           | Point |
| ---- | --------------------- | ----- |
| 1    | Red Bull-Honda RBPT   | 782   |
| 2    | Mercedes              | 382   |
| 3    | Ferrari               | 362   |
| 4    | McLaren-Mercedes      | 282   |
| 5    | Aston Martin-Mercedes | 261   |